# Martha Wash
Martha Elaine Wash (San Francisco, 28 dicembre 1953) è una cantautrice, attrice e produttrice discografica statunitense.
Conosciuta per la sua potente voce, Wash ottenne per la prima volta fama come membro dei Two Tons O 'Fun, che cantavano come supporto per il cantante disco americano Sylvester. Dopo aver ottenuto il proprio contratto discografico, pubblicarono tre brani che ebbero un ottimo successo commerciale e che raggiunsero il secondo posto nelle classifiche dance. Il duo è stato ribattezzato The Weather Girls nel 1982 dopo aver pubblicato il loro singolo più venduto "It's Raining Men". Le Weather Girls pubblicarono cinque album e furono spesso presenti negli album di Sylvester.
Dopo lo scioglimento nel 1988, Wash passò alla musica house. Il suo successo nella classifica Dance di Billboard le ha permesso di ottenere il titolo onorifico The Queen of Clubland, con un totale di dodici canzoni al primo posto in classifica fino ad oggi.
La Wash è anche nota per una denuncia fatta agli inizi degli anni '90 che ha reso obbligatori i crediti vocali su CD e video musicali dopo che le sono stati negati i crediti e le royalties per molte delle canzoni che ha registrato, tra cui la canzone certificata platino "Gonna Make You Sweat (Everybody Dance Now)" dopo essere stata etichettata "invendibile" a causa del suo peso. Nel dicembre 2016, la rivista Billboard l'ha classificata al 58º posto come artista dance di maggior successo di tutti i tempi.

## Infanzia
Da bambina, Wash fu iscritta alla McKinley Elementary. Ha anche frequentato e si è diplomata alla San Francisco Polytechnic High School, dove ha cantato nel coro della scuola. Durante il periodo delle superiori, il coro della scuola ha viaggiato e si è esibito in tutta Europa per due settimane. La Wash è apparsa anche in quattro album del coro della scuola.  Poco dopo il diploma di scuola superiore, Wash si unì ad un gruppo gospel chiamato NOW (News of the World), che comprendeva anche Izora Rhodes. Wash ha anche lavorato come segretaria per l'UC Hospital.

## Carriera

### 1976-1988: Two Tons O 'Fun e The Weather Girls
Nel febbraio 1976, Wash fece un'audizione come cantante di supporto per il cantautore americano Sylvester. Colpita dalla sua esibizione vocale, Sylvester le chiese se avesse avuto un altro grande amico nero che sapeva cantare. Quindi presentò Sylvester a Izora Rhodes. Sebbene si riferisse a loro semplicemente come "le ragazze", Wash e Rhodes formarono un duo musicale chiamato Two Tons O 'Fun (a volte chiamato "The Two Tons"). Le Two Tons O 'Fun hanno debuttato come cantanti di supporto di Sylvester nel suo omonimo terzo album Sylvester, pubblicato nel 1977. Il duo ha cantato come cantante di supporto anche nei singoli album "Down, Down, Down" e "Over and Over", che si classificarono al 18º posto nella classifica Dance di Billboard. In un'intervista con Daily Xtra!, Wash ha affermato che lavorare a fianco di Sylvester l'ha aiutata ad affinare il suo stile vocale. Nel 1978, Sylvester pubblicò il suo quarto album Step II, a cui collaborarono anche le The Two Tons. "Dance (Disco Heat)", il singolo principale dell'album, raggiunse il primo posto nella classifica Dance di Billboard. Nel 1979, le Two Tons O 'Fun cantarono anche per l'album live di Sylvester Living Proof . Più tardi, quell'anno, il duo firmò un contratto discografico con la Fantasy Records.
Il 24 gennaio 1980, il duo pubblicò il suo album omonimo di debutto Two Tons of Fun. L'album generò due singoli dance che raggiunsero la top 5: "Earth Can Be Just Like Heaven" e "I Got the Feeling". Il loro secondo album, Backatcha, fu pubblicato più tardi quell'anno. Dall'album fu tratto un singolo "I Depend On You" che raggiunse il numero settantadue nella classifica Dance.
Nel settembre 1982, il duo pubblicò il singolo "It's Raining Men". La canzone divenne il loro più grande successo, raggiungendo il numero uno nella classifica Dance e il numero quarantasei nella classifica Hot 100 di Billboard. Dopo il successo della canzone, le Two Tons o Fun cambiarono il nome del gruppo in The Weather Girls. Il 22 gennaio 1983, pubblicarono il loro terzo album, Success.  La traccia intitolata "Success" è stata pubblicata come secondo singolo e ha raggiunto il numero ottantanove nella classifica R&B.  Nel 1985, The Weather Girls pubblicarono il loro quarto album Big Girls Don't Cry. Nel 1986, fecero una canzone, "Breakin 'The Ice", per la colonna sonora del film Paramount Gung Ho. Nel 1988, The Weather Girls pubblicarono l'album omonimo The Weather Girls, l'ultimo album di Martha Wash con il duo. Poco dopo, The Weather Girls si sciolsero e Wash intraprese una carriera da solista. Contribuì anche al singolo "Freeway of Love" di Aretha Franklin per il suo album Who's Zoomin 'Who? (1988).

### 1989-1991: Seduction, Black Box e C+C Music Factory
Nel 1989, Wash registrò una canzone, "(I'm My One and Only) True Love", come demo, prodotta da David Cole, che avrebbe successivamente formato i C+C Music Factory. Cole in seguito diede la canzone al gruppo Seduction. La canzone apparve sull'album di debutto delle Seduction, Nothing Matters Without Love, pubblicato nel settembre 1989, mantenendo come voce principale quella di Martha Wash e aggiungendo come voci di sottofondo le Seduction. Inoltre, è stata accreditata solo per la sua voce di sottofondo e Cole ha remixato e modificato la voce principale della canzone per rendere la sua voce meno riconoscibile. "(I'm My One and Only) True Love" è stato pubblicato come secondo singolo delle Seduction nel luglio 1989. Il singolo divenne un successo inaspettato quando raggiunse il numero ventitre nella classifica Billboard Hot 100 e il numero tre nella classifica Dance. Wash alla fine avrebbe intentato una causa contro i produttori e la A&M Records per un uso non autorizzato della sua voce. Il caso si concluse con un accordo extragiudiziale nel dicembre 1990.
Nell'estate del 1989, il grupp house italiano Black Box reclutò inizialmente Martha Wash come cantante di sessione per provare le loro future canzoni. Wash registrò in totale sei canzoni per il gruppo. Nonostante sia stata reclutata solamente per la demo delle canzoni, i Black Box hanno conservato la voce della Wash nelle canzoni e le hanno rilasciate nel loro album di debutto Dreamland. Nel dicembre 1989, i Black Box pubblicarono il loro secondo singolo "I Don't Know Anybody Else". La canzone, che presenta la voce della Wash, è diventata un successo internazionale ed entrò nella top ten di molti paesi. Il gruppo rilasciò un altro singolo, "Everybody Everybody",  sempre con la collaborazione della Wash, che divenne un altro successo internazionale.  Nonostante il contributo di Martha Wash alle canzoni, la Black Box non ha mai accreditato a Wash la sua collaborazione e ha invece usato la modella francese Katrin Quinol per sincronizzare la voce di Wash durante i video musicali, spettacoli televisivi e concerti. Wash inizialmente venne a conoscenza dello scandalo e fece causa alla RCA Records e alla Black Box per appropriazione commerciale nel settembre 1990. RCA risolse il caso con un accordo extragiudiziale nel dicembre 1990, accettando di pagare a Wash una quota "sostanziale". La compagnia le ha anche messa sotto contratto discografico che prevedeva la produzione di otto album e finanziò il suo tour nazionale.  Inoltre, tutte le pubblicazione dei Black Box che contenevano la voce di Martha Wash furono ripubblicate con i suoi crediti. I Black Box continuarono a pubblicare singoli nel 1991, tra cui le celebri "Strike It Up",  "Fantasy" e "Open Your Eyes".
Nel novembre 1990, i C+C Music Factory pubblicarono il loro singolo di debutto "Gonna Make You Sweat (Everybody Dance Now)", che presentava la voce non accreditata di Wash nel ritornello. La canzone divenne un successo internazionale, raggiungendo il primo posto nella classifica Hot 100 di Billboard, e vendendo oltre un milione di copie negli Stati Uniti. Dopo aver scoperto che il gruppo stava usando la cantante e modella Zelma Davis nel video musicale, Wash ha tentato di negoziare con i produttori della C+C Music Factory per i crediti e le royalties che alla fine si rivelarono infruttuose. Inoltre, la canzone usava una raccolta di parti vocali che Wash registrò nel giugno 1990. L'11 dicembre 1991, Wash intentò una causa presso la Los Angeles Superior Court contro Robert Clivilles e David Cole della C+C Music Factory, accusando i produttori e la loro casa discografica, Sony Music Entertainment, di frode, imballaggi ingannevoli e appropriazione commerciale.  Alla fine il caso fu risolto nel 1994 e, a seguito dell'accordo, Sony fece una richiesta senza precedenti a MTV per aggiungere un disclaimer che accreditava Wash per la voce e Zelma Davis (che ha sincronizzato la voce di Wash nel video musicale ufficiale) per "visualization" al video musicale "Gonna Make You Sweat".

### 1992-1995:Martha Wash
Il suo omonimo album di debutto solista Martha Wash fu rilasciato il 23 febbraio 1993. L'album raggiunse il numero 169 nella classifica Billboard 200, il numero 42 nella classifica R&B Albums e il numero 8 nella classifica Heatseekers Albums. Il singolo principale dell'album, "Carry On", pubblicato il 30 ottobre 1992, divenne il quinto singolo dance a raggiungere il primo posto in classifica della Wash come solista negli Stati Uniti.  Anche il secondo singolo "Give It to You" ha raggiunto il numero uno nella classifica dance.  Il terzo singolo "Runaround" ha raggiunto la top-ten nella classifica Dance,  ma il singolo successivo "So Whatcha Gonna Do" non è riuscito a scalare la classifica. "Now That You're Gone" è stato anche pubblicato come singolo promozionale.
Nel 1994, i C+C Music Factory, che avevano appena raggiunto un accordo con la Wash per la causa legale, le chiesero di unirsi al gruppo e di cantare nel loro album. Il 9 agosto 1994, il gruppo pubblicò il loro secondo album Anything Goes!. Il singolo principale dell'album "Do You Wanna Get Funky" era una collaborazione tra Martha Wash, C + C Music Factory, Zelma Davis e Trilogy. "Do You Wanna Get Funky" ha raggiunto il quarantesimo posto nella Hot 100 e il numero uno nella classifica Dance. Wash ha anche cantato nella canzone "Takin 'Over" sempre dello stesso album. Nello stesso anno, la Wash ha anche registrato e pubblicato una cover di "Mr. Big Stuff" di Jean Knight per la colonna sonora del film americano D2: The Mighty Ducks. Nel 1995, Wash intraprese un tour internazionale con i C+C Music Factory.

### 1996-1999:la collezione
Nel 1997, il DJ americano e produttore discografico Todd Terry pubblicò il suo sesto album Ready for a New Day. Il singolo principale dell'album, "Keep on Jumpin'" era una collaborazione di Terry con Martha Wash e Jocelyn Brown e fu rilasciato il 24 giugno 1996. La canzone raggiunse il primo posto nelle classifiche Dance e raggiunse la top ten nella classifica dei singoli del Regno Unito . Il 9 giugno 1997, pubblicarono il singolo "Something Goin 'On (In Your Soul)". La canzone raggiunse le vette delle classifiche Dance e raggiunse il quinto posto nella classifica UK Singles. Inoltre, la canzone è stata anche certificata argento nel Regno Unito.
Nel gennaio 1998, Wash pubblicò una compilation chiamata The Collection, attraverso la Logic Records. Il singolo principale "It's Raining Men... The Sequel, che vede anche la presenza di RuPaul, ha raggiunto il numero ventidue nella classifica Dance. Il secondo singolo dell'album, "Catch the Light", è diventato il decimo brano della Wash a raggiungere la prima posizione nella classifica Dance.  Il singolo "Come" raggiunse la quarta posizione nella classifica Dance.  Wash è apparsa anche nel singolo di Todd Terry "Ready for a New Day", che ha raggiunto il numero venti nella classifica Dance.

### 2000-2010: pubblicazione di singoli
Nel 2000, Wash pubblicò due singoli: "Listen to the People" e riregistrò "It's Raining Men". Nel 2004, pubblicò un singolo gospel, "You Lift Me Up". Wash si è esibita alla cerimonia di apertura degli OutGames a Montreal nel luglio 2006. Si è anche esibita in numerosi eventi della campagna per diritti umani negli Stati Uniti. Nel 2006, Wash è apparsa come ospite in I've Got a Secret, e ha suonato "It's Raining Men" per una giuria costituita solamente da gay.
La compilation del DJ Tony Moran, The Event, contiene un singolo con Martha intitolato "Keep Your Body Working". Raggiunse il n.1 nella classifica Hot Dance Club Play di Billboard per la settimana del 22 dicembre 2007.
Nel marzo 2008, si è esibita all'annuale Big Gay Day a Brisbane, in Australia. Si è anche esibita al Chicago Pride Parade nel giugno 2008. Nell'agosto 2009, si è esibita alla cerimonia di apertura delle NAGAAA Gay Softball World Series.

### 2011-2017:Something Good
Il 1º ottobre 2012, è apparsa al Late Show with David Letterman, celebrando il 30º anniversario dell'uscita di "It's Raining Men". Il secondo album solista di Wash, Something Good, è stato rilasciato il 10 gennaio 2013, in tutto il mondo. Il singolo principale dell'album "I've Got You", pubblicato il 1 aprile 2011, ha ricevuto feedback positivi dalla critica. Nel marzo 2013, è stata ospite speciale del coro gay maschile di New York durante la loro produzione primaverile "Big Gay Sing 6: Club Night Out". Il secondo singolo "It's My Time" è stato rilasciato il 22 settembre 2013. Nello stesso anno, Wash è apparsa anche nel film documentario "20 Feet from Stardom".  Nel febbraio 2014, Wash è apparsa nella canzone "Can I Get An Amen?" per l'album di RuPaul, Born Naked. Nel marzo 2014, Martha Wash ha pubblicato un remix del terzo singolo "I'm Not Coming Down", che ha raggiunto il secondo posto nella classifica Dance.
Nel febbraio 2015, la Wash e Tony Moran hanno pubblicato "Free People", che ha anche raggiunto il numero uno nella classifica Dance Club Songs. Nel 2015, Wash ha formato un gruppo con i cantanti disco Evelyn "Champagne" King e Linda Clifford chiamato First Ladies of Disco. Il gruppo ha pubblicato il suo singolo di debutto "Show Some Love" nel marzo 2015, che ha raggiunto il sesto posto nelle classifiche Dance. Nel dicembre 2015, la Wash ha pubblicato un singolo, "N2U", prodotto da Showtek ed Eva Shaw, attraverso la Spinnin 'Records. Nel novembre 2017, Wash ha collaborato con la cantante turca Serhat, pubblicando un singolo con differenti versioni della canzone con cui ha partecipato agli Eurovision 2016, I Didn't Know.

### 2018-oggi:Love & Conflict
Nel marzo 2018, Wash ha iniziato la sua serie web su YouTube chiamata "10 Minutes with Martha Wash". Nell'aprile del 2018, Wash ha pubblicato il singolo "Come into the Light". La canzone è stata utilizzata nel musical "Wholly Broken" per il quale la Wash interpreta il ruolo di una donna di nome "Rose". Nel settembre del 2018, Wash si è unita al cast di WaistWatchers: The Musical.
Nel marzo del 2019, le First Ladies of Disco (ora composto da Wash, Clifford e Norma Jean Wright) pubblicarono il loro secondo singolo "Don't Stop Me Now". Il 10 agosto 2019, la Wash pubblicò il singolo "Like Fire". La canzone è stata il singolo principale del suo terzo album Love & Conflict. Love & Conflict è stato rilasciato il 6 gennaio 2020.

## Eredità
Fino al 2014, la Wash ha accumulato complessivamente quindici singoli numero uno nella classifica dance, posizionandola tra i cantanti con il maggior numero di successi nella classifica US Dance Club Songs. Il suo successo come una delle principali cantanti nel genere della musica house le ha permesso di ottenere il titolo onorifico The Queen Of Clubland. È stata anche chiamata The Voice.  Sulla rivista Rolling Stone, il critico musicale James Newman ha descritto Martha Wash come "La cantante sconosciuta più famosa degli anni '90".
Il lavoro di Martha Wash ha influenzato numerosi artisti, tra cui il cantante e Drag queen RuPaul .  RuPaul ha riconosciuto che la canzone di Wash "Carry On" lo ha confortato per la morte di sua madre. Il suo singolo con la C+C Music Factory, "Gonna Make You Sweat (Everybody Dance Now)" è stato inserito nella top ten dei "100 Greatest Dance Songs" di VH1, mentre "It's Raining Men" si è classificata al numero trentacinque.
Il 14 settembre 2014, Mighty Real: A Fabulous Sylvester Musical, un musical di Broadway su Sylvester, ha debuttato a New York City, New York . La Wash è stata interpretata dall'attrice Jacqueline B. Arnold.
La città di Washington DC e di San Francisco hanno proclamato il Martha Wash Day. Nella città di Miami, in Florida, alla Wash furono date le chiavi della città.

## Business

### Purple Rose Records
Nel 2004, Wash ha lanciato la sua etichetta discografica indipendente chiamata Purple Rose Records. James Washington, già manager della Wash, è il capo dell'etichetta di A&R. Destinata a diventare una piattaforma per talenti emergenti e per artisti che potrebbero essere trascurati dalle principali etichette discografiche, la Purple Rose Records fu fondata a New York City.  La prima uscita attraverso l'etichetta fu il singolo "You Lift Me Up" nel settembre 2004, una canzone della Wash, che raggiunse la top 5 della classifica Dance Club Songs di Billboard. Something Good, il secondo album della Wash, è stato il primo album pubblicato attraverso l'etichetta, nel gennaio 2013. Fino ad oggi l'etichetta ha continuato a distribuire tutte lle pubblicazioni ufficiali di Martha Wash.
Purple Rose ha anche iniziato a gestire altri artisti. Le First Ladies of Disco, un gruppo femminile originariamente composto da Martha Wash, Linda Clifford ed Evelyn "Champagne" King, hanno pubblicato il loro singolo di debutto "Show Some Love" attraverso l'etichetta nel 2015. La canzone ha raggiunto la top ten della classifica Dance di Billboard. Da allora il gruppo ha fatto una tournée negli Stati Uniti d'America durante il First Ladies of Disco Tour.  Nel luglio 2016, The Ritchie Family pubblicarono il singolo "Ice" attraverso questa etichetta. La canzone è stata successivamente remixata e pubblicata come maxi-singolo di sei tracce.
Il 25 marzo 2019, le First Ladies of Disco pubblicarono il loro secondo singolo "Don't Stop Me Now" attraverso la Purple Rose Records.

### Attivismo
Nel 1990, Wash ha vinto azioni legali contro i gruppi musicali C+C Music Factory e Black Box per non averle dato i crediti vocali per le canzoni che ha registrato con loro e per aver commesso una frode utilizzando modelle per sincronizzare la sua voce in video musicali, spettacoli teatrali, e spettacoli televisivi. La causa è stata presentata in base alle leggi sulla pubblicità ingannevole. Nello stesso anno, sono stati presentati progetti di legge dalle legislature del New Jersey e di New York per richiedere ai promotori di concerti di rivelare se fosse stato utilizzato sul palco del materiale preregistrato.  L'attivismo della Wash e le sue dispute legali per conto degli artisti discografici hanno anche portato a una legislazione federale che rendeva obbligatorio il credito vocale per tutti gli album e i video musicali.
Wash, che viene vista come un'icona gay, difende i diritti LGBT e rimane una sostenitrice della comunità gay.  In una lettera aperta indirizzata alla comunità LGBT, la Wash ha riconosciuto il supporto che riceveva dalla comunità. Wash è stato anche un attivista per la lotta contro l'HIV/AIDS per più di trenta anni dopo aver visto Sylvester, suo amico intimo e musicista, soccombere alla malattia.  In occasione della Giornata mondiale contro l'AIDS, nel dicembre 2012, le è stato assegnato un Lifetime Achievement Award a San Francisco dall'AIDS Emergency Fund per il suo lavoro nel raccogliere fondi per fornire assistenza finanziaria alle vittime della malattia.

### Filantropia
Wash è un portavoce dei Quality Sevices for the Autism Community (QSAC Inc.).  È un'organizzazione senza scopo di lucro che fornisce servizi completi alle persone affette da autismo e alle loro famiglie. Wash ha pubblicato una canzone "Light It Up", inclusa nel 1 ° album di beneficenza Carols for a Cure 2011 per aiutare a raccogliere fondi a favore di Broadway Cares/Equity Fights AIDS. Nel 2012, Wash è diventata una sostenitrice del progetto You Can Play.  L'organizzazione senza scopo di lucro è dedicata a garantire l'uguaglianza, il rispetto e la sicurezza per tutti gli atleti, indipendentemente dal loro orientamento sessuale.

## Vita privata
Non si è mai sposata e non ha figli. Ad oggi, Wash vive a Baldwin, New York, a Long Island .

## Discografia

### Album in studio
- 1993 - Martha Wash
- 2013 - Something Good
- 2020 - Love & Conflict

## Filmografia
| Titolo                          | Anno | Ruolo | Note     | Rif.          |
| ------------------------------- | ---- | ----- | -------- | ------------- |
| Wholly Broken                   | 2018 | Rose  | Comparsa | [ 34 ] [ 56 ] |
| If Only We Knew How We Got Here | 2019 | Hanna | Comparsa | [ 57 ]        |

| Titolo                                                    | Anno | Ruolo      | Notes        | Rif. |
| --------------------------------------------------------- | ---- | ---------- | ------------ | ---- |
| Love on Layaway                                           | 2003 | Willanetta | Comparsa     |      |
| I Want to Eat Brains (or the Day I Killed All My Friends) | 2017 | Sé stessa  | Protagonista |      |
| WaistWatchers: The Musical                                | 2018 | Sé stessa  | Comparsa     |      |

## Tour
- Living Proof Tour (con Sylvester & Two Tons o Fun) (1979)
- It's Raining Men Tour (con The Weather Girls) (1983)
- Martha Wash World Tour (1992-1993)
- C+C Music Factory Tour (con C+C Music Factory and Trilogy) (1995)
- First Ladies of Disco Show (con Linda Clifford, Evelyn "Champagne" King, Norma Jean Wright) (2017-2019)
- WaistWatchers: The Musical (2018)